# Schmutziger Engel (1958)
Schmutziger Engel ist ein deutsches Filmdrama aus dem Jahr 1958. Dieser erste Spielfilm des Regisseurs Alfred Vohrer wurde von der West-Berliner Ultra-Film produziert und in Hamburg gedreht. Die Uraufführung des Schwarzweißfilms fand am 1. Juli 1958 im Marmorhaus in West-Berlin statt.

## Inhalt
Die Schülerin Beate Schorlemmer stammt aus einem reichen Elternhaus und ist gewohnt, zu bekommen, was sie will. Der Vater, ein wohlhabender Hotelier, hat Beate bisher jeden erdenklichen Wunsch erfüllt. Er ahnt nicht, dass das verwöhnte Mädchen inzwischen nicht nur materielle Wünsche hegt. Sie hat sich in den sympathischen Studienrat Dr. Torsten Agast verliebt, obwohl dieser einen mit Beate gleichaltrigen Sohn hat. Mit diesem lebt der alleinstehende Lehrer in einem kameradschaftlichen Verhältnis in einer kleinen Junggesellenwohnung.
Beates massive Versuche, dem angebeteten Studienrat aufzufallen, scheitern kläglich. Da kommt es ihr mehr als gelegen, dass Agasts Sohn Dieter ein Auge auf sie geworfen hat. Inzwischen ist die junge und moderne Norma Berg als neue Lehrkraft an das Gymnasium gekommen. Es bleibt nicht aus, dass Beate auf die neue Lehrerin eifersüchtig wird. Bei einem Schulfest kommt es schließlich zu einer peinlichen Auseinandersetzung. Da Norma Berg und Torsten Agast tatsächlich eine gewisse Zuneigung verspüren, schlägt Beates Eifersucht zunehmend in blinden Hass um. Sie beschließt, sich rücksichtslos und mit allen Mitteln zu rächen.
Geschickt nutzt Beate eine Situation in Agasts Wohnung aus, um den Lehrer eines Sittlichkeitsvergehens zu bezichtigen. Dieter glaubt Beates Aussagen und stellt sich gegen den Vater. Als die Öffentlichkeit von den Anschuldigungen erfährt, lässt sich der Skandal nicht aufhalten. Dr. Agast beantragt schließlich eine Untersuchung gegen sich selbst. Er wird vom Dienst beurlaubt und sogar verhaftet, nachdem Beates Vater einen Strafantrag gestellt hat. Die Situation scheint ausweglos.
Nur Norma Berg und einige Schüler glauben an Agasts Unschuld. Beates Mitschüler wissen, dass das ausgekochte Mädchen nicht mit legalen Mitteln zu überführen ist. Sie gründen ein „Schülergericht“ und zwingen Beate, ihre Verleumdungen zu bekennen. Dieter findet den Weg zu seinem Vater zurück. Der rehabilitierte Dr. Agast wird Direktor des neu erbauten Ober-Lyzeums und heiratet Norma Berg. Beate wird von ihren Eltern in ein Schweizer Pensionat geschickt. Aber schon vor dem eigentlichen Abflug fällt ihr Blick auf einen Mitreisenden.

## Entstehungsgeschichte

### Vorgeschichte
1956 plante das West-Berliner Synchronunternehmen Ultra-Film erstmals die Herstellung eines eigenen Films. Alfred Vohrer, in den 1950er Jahren ein vielbeschäftigter Synchronregisseur, hatte bereits ein Drehbuch mit dem Titel Zum Leben verdammt verfasst. Das Vorhaben, bei dem Vohrer auch die Regie übernehmen sollte, wurde jedoch wieder verworfen.

### Vorproduktion und Drehbuch
Im Zuge der erfolgreichen Halbstarken- und Jugendproblemfilme beauftragte man später stattdessen den Drehbuchautor Harald G. Petersson mit der Adaption des in der Welt am Sonntag erschienenen Romans Im Hauptfach: Liebe von Roland Rogge. Das Filmprojekt hieß zunächst noch Gefährliche Triebe, erhielt letztlich aber den Titel Schmutziger Engel.
Neben der Nachwuchsdarstellerin Corny Collins für die Titelrolle konnte man mit Peter van Eyck einen zugkräftigen Star für die männliche Hauptrolle verpflichten. Außerdem engagierte man zahlreiche jugendliche Darsteller, die am Beginn ihrer Karriere standen, sowie einige Schauspieler, mit denen Alfred Vohrer bereits als Synchronregisseur zusammengearbeitet hatte.

### Produktion
Die Dreharbeiten fanden von Mai bis Juni 1958 in Hamburg statt. Die Innenaufnahmen drehte man in den Studios der Real-Film in Hamburg-Tonndorf. Für das Szenenbild waren Mathias Matthies und Ellen Schmidt verantwortlich. Toningenieure waren Werner Schlagge (Sprachaufnahmen) und Werner Pohl (Musikaufnahmen).

### Filmmusik
Die Filmmusik stammt aus der Feder von Martin Böttcher. Sie wurde von einem Orchester unter der Leitung des Komponisten und vom Johannes-Rediske-Quintett eingespielt. Als Solo-Trompeter ist Horst Fischer zu hören. Böttcher komponierte für den Film auch zwei Gesangsnummern, zu denen Ute Kuntze-Just den Text schrieb:
- Warum willst Du nichts von mir wissen?
Gesang: Ingrid Werner
- Je suis comme ça – So bin ich
Gesang: Danny Marino

Das Lied von Ingrid Werner ist im Film nur aus dem Off beziehungsweise von einer Schallplatte zu hören. Es war seinerzeit tatsächlich als Single auf dem Label Polydor erschienen, allerdings nicht in der originalen Filmversion, sondern in einer Aufnahme, bei der Ingrid Werner vom Orchester Werner Müller begleitet wird. Danny Marino hat im Film einen kurzen Auftritt als Sänger. Sein Titel Je suis comme ça – So bin ich wurde jedoch erst 2007 auf der CD Danny Marino – Blue Bayou veröffentlicht.

## Rezeption

### Veröffentlichung
Die FSK gab den Film am 30. Juni 1958 ab 16 Jahren frei. Die Uraufführung erfolgte am 1. Juli im Marmorhaus in West-Berlin. Der Film wurde später nicht im Fernsehen ausgestrahlt. Auch eine weitere Wiederveröffentlichung blieb bisher aus.

### Kritiken
„Man hat schon von Fällen derartiger falscher Bezichtigungen gehört, und wenn man will, dann könnte eine solche Geschichte von den stürmischen Nöten junger Menschen einen Film wert sein. Dann aber darf ein derartiger Film nicht so oberflächlich mit dagewesenen Pauker-Karikaturen und bieder hinklischierten Jugendtypen arbeiten, wie es hier unter der Regie von Alfred Vohrer geschieht. So bieten selbst ein so starker Darsteller wie Peter van Eyck und so kräftige Spielbegabungen wie die blutjungen Damen Corny Collins und Sabine Sinjen nicht mehr als untiefe Konturenwesen in einem unnützen Film, den man mit einem Achselzucken verläßt. Schade!“

„Routiniert gefilmte Kolportageunterhaltung; die Probleme der Jugendpsychologie, der Rechtsfindung und der Rechtsprechung werden recht vereinfacht dargestellt.“